# Грегъри Карл Джонсън
Грегъри Карл Джонсън (на английски: Gregory Carl Johnson) e американски астронавт, участник в един космически полет.

## Образование
Грегъри Карл Джонсън завършва колежа West Seattle High School в родния си град през 1972 г. Дипломира се като бакалавър по аерокосмическо инженерство в университета на щата Вашингтон през 1977 г.

## Военна служба
Грегъри Карл Джонсън постъпва на служба в USN с чин мичман през септември 1977 г. Завършва школата за морски летци в Пенсакола, Флорида през декември 1978 г. със специалност пилот на А-4 Скайхок. През 1979 г. получава свание младши лейтенант. В продължение на почти две години остава като инструктор в школата. През 1980 г. е зачислен в бойна ескадрила 128 (VA-128), оперираща със самолет А-6 Интрюдър. В края на същато година е прехвърлен в бойна ескадрила 52 (VA-128), базирана на самолетоносача USS Kitty Hawk (CV-63). Произведен е в чин лейтенант. През 1984 г. завършва школата тест пилоти в авиобазата Едуардс, Калифорния. Започва работа по изпитания на ударните самолети на флота А-6 Интрюдър и F-18 Хорнет. В кариерата си има 9500 полетни часа на 50 различни типа самолети и 500 кацания на палубата на самолетоносач. Напуска USN на 1 октомври 2007 г. след 30 годишна служба.

## Служба в НАСА
Грегъри Карл Джонсън е избран за астронавт от НАСА на 4 юни 1998 г., Астронавтска група №17. Взема участие в един космически полет.

## Полет
Грегъри Карл Джонсън лети в космоса като член на екипажа на една мисия:
| Космически полет на Грегъри Карл Джонсън                         | Космически полет на Грегъри Карл Джонсън | Космически полет на Грегъри Карл Джонсън | Космически полет на Грегъри Карл Джонсън | Космически полет на Грегъри Карл Джонсън | Космически полет на Грегъри Карл Джонсън | Космически полет на Грегъри Карл Джонсън |
| №                                                                | Дата                                     | КК                                       | Емблема на мисията                       | Функции                                  | Продължителност                          |                                          |
| ---------------------------------------------------------------- | ---------------------------------------- | ---------------------------------------- | ---------------------------------------- | ---------------------------------------- | ---------------------------------------- | ---------------------------------------- |
| 1                                                                | 11 май 2009                              | „Атлантис“, мисия STS-125                |                                          | Пилот                                    | 12 денонощия 21 часа 37 мин. 09 сек.     |                                          |
| Сумарно време в космоса – 12 денонощия 21 часа 37 минути 09 сек. |                                          |                                          |                                          |                                          |                                          |                                          |

## Награди
- Медал за похвална служба (3);
- Медал за похвала на USN (3);
- Медал за постижения на USN;
- Медал на военноморските експедиционни сили;
- Медал на експедиционните сили;
- Медал за участие в хуманитарни операции.